# 야마기시 사토루
야마기시 사토루(일본어: 山岸 智, 1983년 5월 3일 ~ )는 일본의 전 축구 선수이다.

## 구단 경력
그는 2002년부터 2017년까지 J리그의 제프 유나이티드 지바, 가와사키 프론탈레, 산프레체 히로시마, 오이타 트리니타에서 활동하였다.

## 국가대표팀 경력
그는 2003년 FIFA 세계 청소년 축구 선수권 대회에 참가할 일본 U-20 국가대표팀에 발탁되었으며, 2경기에 출전했다.
그는 2006년 10월 4일 가나과의 경기에서 일본 국가대표팀에 데뷔했다. 2007년 AFC 아시안컵, 2008년 동아시아 축구 선수권 대회에도 출전했다. 그는 2008년까지 국제 A매치 통산 11경기에 출전했다.

## 통계
| 일본 | 일본 | 일본 |
| 연도 | 출전 | 득점 |
| ---- | ---- | ---- |
| 2006 | 3    | 0    |
| 2007 | 5    | 0    |
| 2008 | 3    | 0    |
| 통산 | 11   | 0    |